# Diede zum Fürstenstein

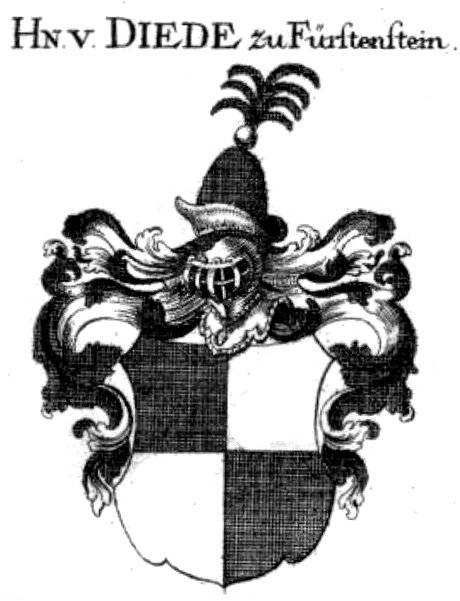
Wappen (1780)

Die Diede zum Fürstenstein, bis 1596 lediglich Diede, waren ein in der Althessischen Ritterschaft immatrikuliertes hessisches Ministerialen- und Adelsgeschlecht, das 1807 in der adeligen männlichen Linie erlosch.

## Geschichte

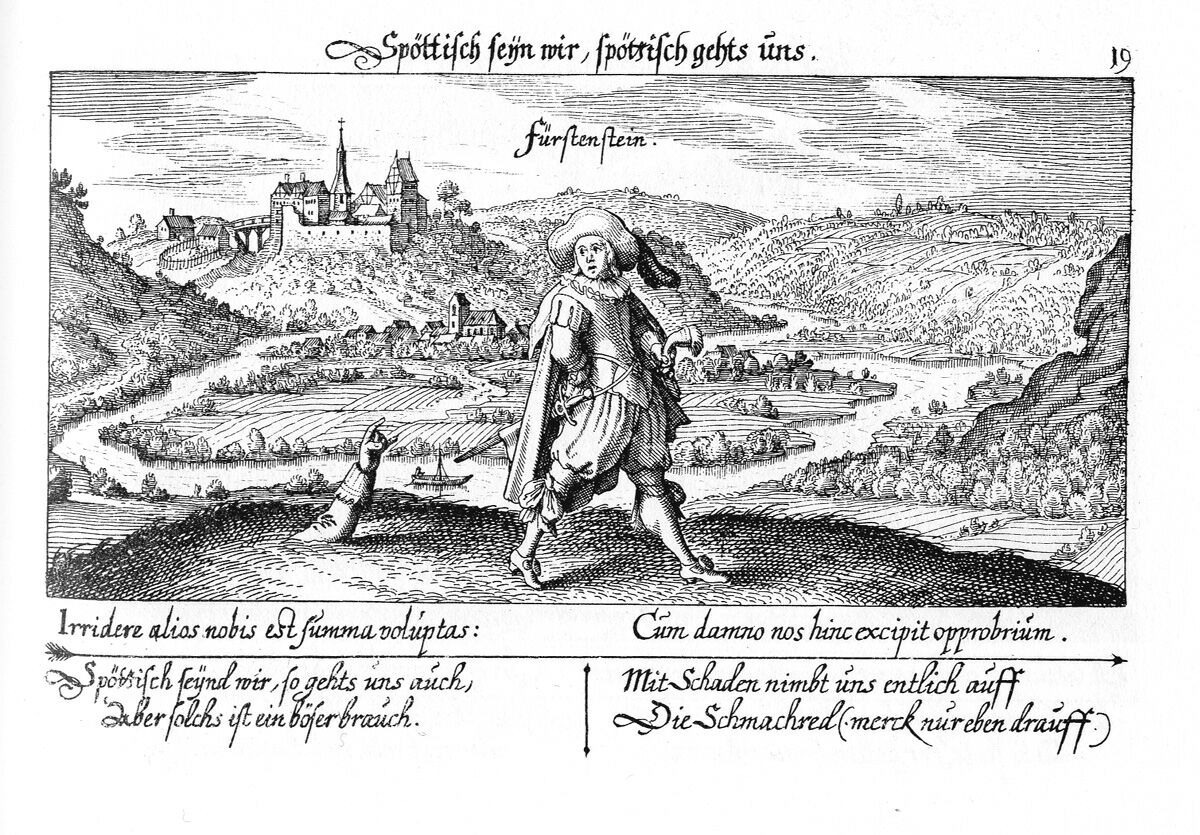
Burg Fürstenstein 1624 im Thesaurus philopoliticus

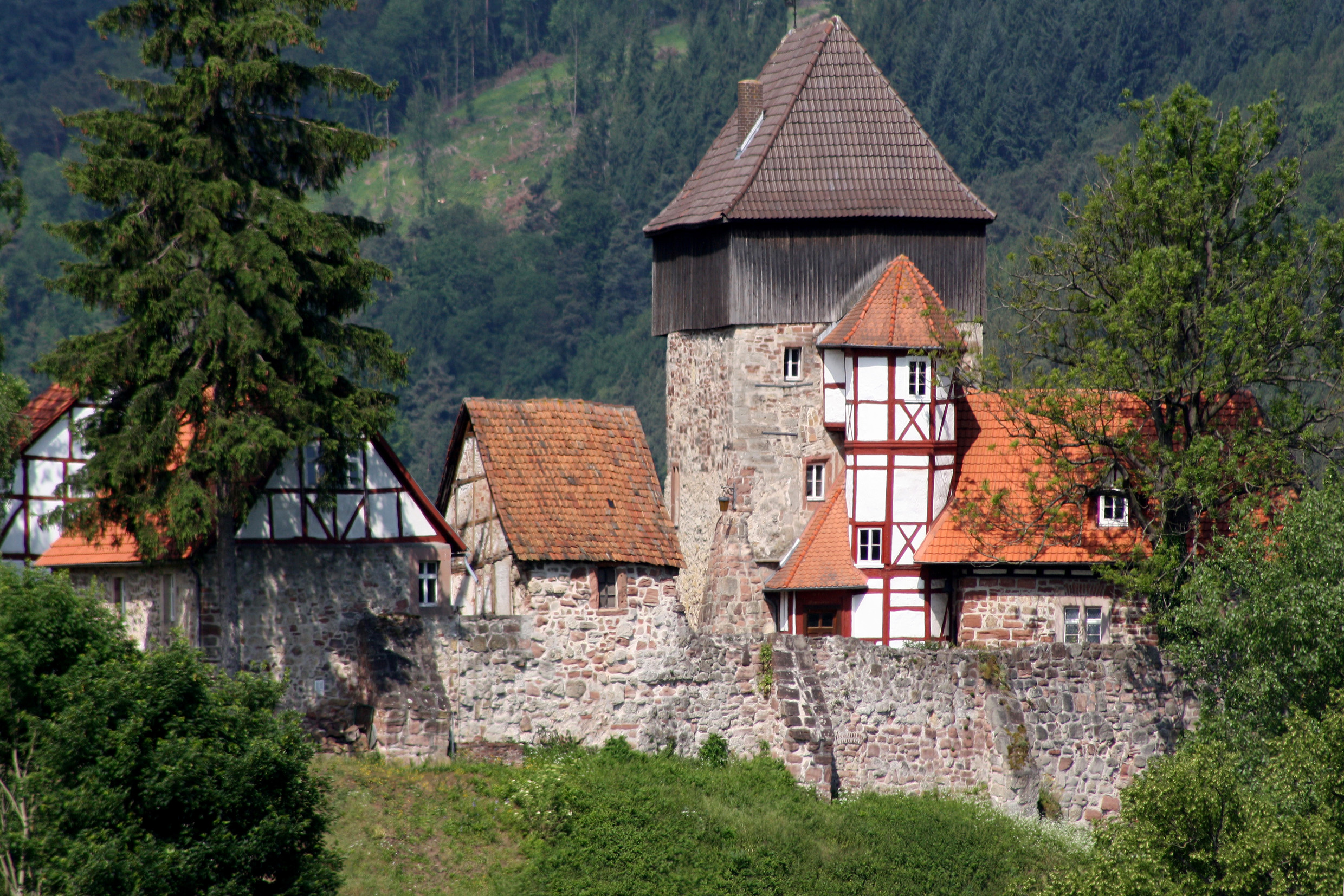
Burg Fürstenstein

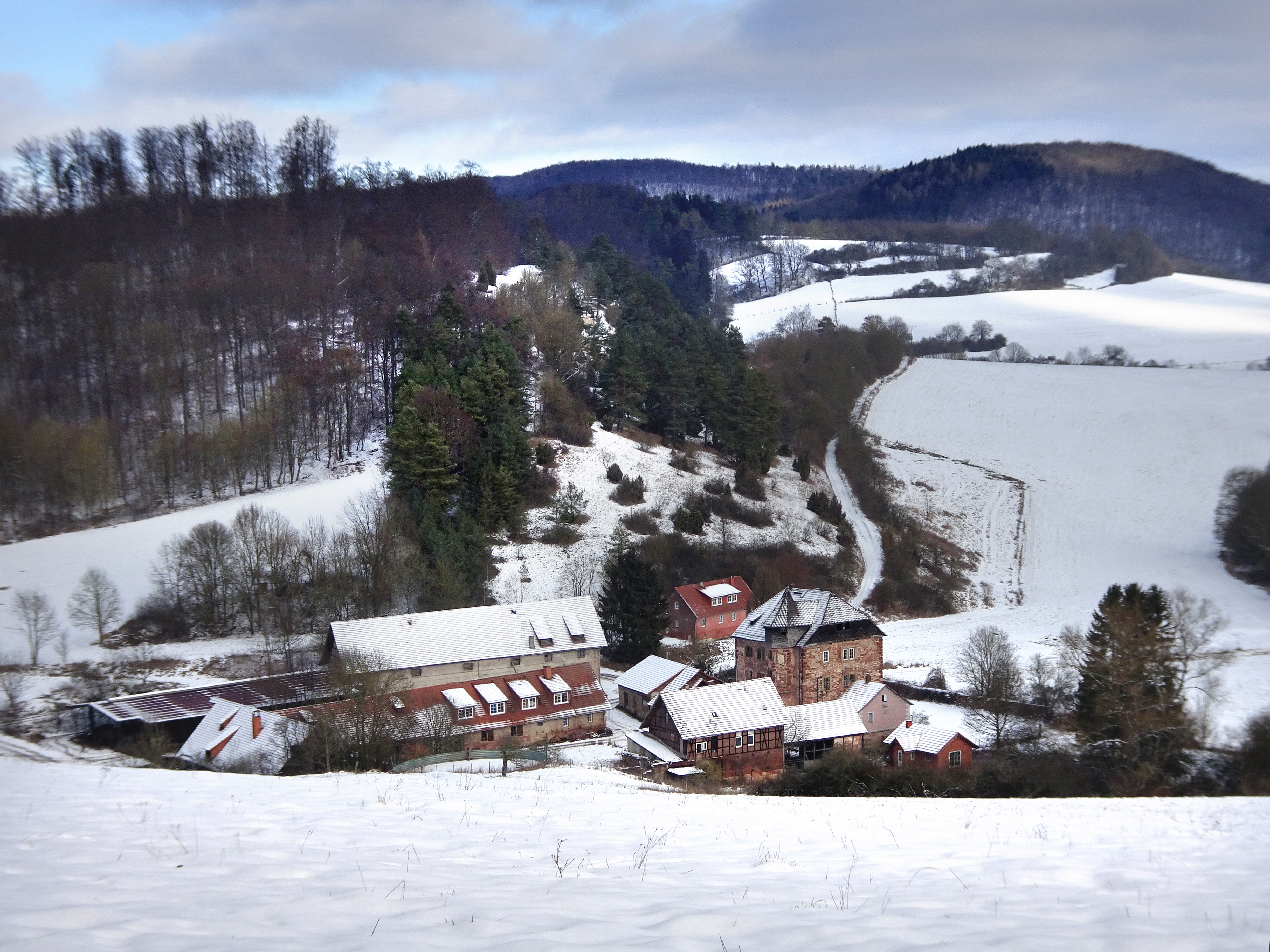
Gut Wellingerode

Gegen Ende des 13. Jahrhunderts wird Dido (Dietrich) von Ubach als Vogt von Sontra erwähnt; sein Sohn Dedonis war Rat des hessischen Landgrafen Heinrich I. Sie wurden die Stammväter der Diede zum Fürstenstein. Ihr Stammsitz war aber vermutlich nicht die namensgebende Wüstung Ubach im Tal der Sontra zwischen Sontra und Wichmannshausen, wo keinerlei Anzeichen einer Burg erkennbar sind, sondern der Wohnturm in Wellingerode zwei Kilometer weiter südlich.
Ab 1344 waren die Diede, ursprünglich wohl Burgmannen auf der Boyneburg und ihrem Wappen nach mit den Herren von Boyneburg stammesverwandt, an der seit 1301 in landgräflich-hessischem Besitz befindlichen, aber vielfach verpfändeten Burg Fürstenstein bei Albungen an der Werra berechtigt. 1389 werden sie erstmals als Dethen zum Forstinsteyn bezeichnet, aber noch 1416 nannten sie sich lediglich Diethen. Im Jahre 1430 wurden sie von Landgraf Ludwig I. von Hessen mit Fürstenstein belehnt. Ab 1479 nannten sie sich dann immer öfter Diede zum Fürstenstein. Ab 1596 und bis zu ihrem Aussterben in der adeligen männlichen Linie im Jahre 1807 waren sie alleinige Herren der Burg und Herrschaft Fürstenstein.
1425 gab Landgraf Ludwig I. von Hessen seinem Ministerialen und Burgmann Herman Diede zum Fürstenstein und dessen Söhnen Hermann und Ludwig als Mannlehen das Dorf Wellingerode mit der Kemenate, das Dorf Mitterode, einen freien Hof in der Stadt Sontra und 3 Hufen vor dieser Stadt mit allem Zubehör. Auch Burg Wellingerode blieb bis 1807 in ihrem Besitz.
Daneben erlangten sie im Laufe der Zeit weiteren Allodial- und Lehensbesitz, dazu gehörten u. a.: ein Burglehn in Eschwege, Niddawitzhausen (einem hersfeldischen Stiftslehen mit der Niederen Gerichtsbarkeit) sowie die Wüstungen Bechsdorf, Begenthal, Bettelsdorf und Ubach und dortige Gehölze; ferner das nach der Reformation aufgehobene Kloster Immichenhain mit dem Dorf Immichenhain im Amt Neukirchen. Außerdem waren sie ab 1600 auch Ganerben zu Frielingen mit den Herren von Meysenbug.

### Einzelne Familienmitglieder
- Ludwig Dieden war als Offizier Hermanns von Hessen, des Administrators des Erzstifts Köln und späteren Erzbischofs, bei der Verteidigung der Stadt Neuss 1475 gegen die Burgunder beteiligt.
- Konrad (Kurt) Diede war Kämmerer und Geheimer Rat des hessischen Landgrafen Philipp I. 1538 belehnte Landgraf Philipp ihn mit der Hälfte des ehemaligen Klosterguts Immichenhain im Schwalm-Eder-Kreis samt Zubehör, d. h. den Höfen Volkershof und Niederberf.[8] Die andere Hälfte diente zur Finanzierung von Hof- und Landesverwaltung und Pfarreikosten. Dieses Lehen wurde 1544 erneuert und erweitert: es umfasste nun das Klostergut samt Bauhof, das Dorf Immichenhain mit dem dortigen Weinzapf, den Volkershof sowie Einkünfte zu Leimbach,[9] Neukirchen, Riebelsdorf, Holzburg und dem Zehnten zu Niederberf. Die Familie blieb bis zum Tode von Wilhelm Christoph Diede zum Fürstenstein im Dezember 1807 im Besitz von Gut und Dorf Immichenhain. In der ehemaligen Klosterkirche, der heutigen evangelischen Pfarrkirche von Immichenhain, befinden sich fünf Grabplatten bzw. Epitaphien der Diede zum Fürstenstein.[10]

1540 belehnte Landgraf Philipp Konrad Diede mit ehemals haina’ischen Einkünften zu Holzburg. 1549 war Konrad Diede einer der Gesandten des Landgrafen Wilhelm IV., die dieser in der Sache der Freilassung seines Vaters Philipp I. zu den sächsischen Fürsten schickte, und 1552 war er einer der hessischen Gesandten, die Landgraf Philipp nach dem Ende seiner Gefangenschaft nach Hessen zurückbegleiteten. Zuletzt war er Landgraf Philipps Marschall.
Konrad Diede war seit 1540 verheiratet mit einer Erbtochter Josts von Drachsdorf († 1529), dem landgräflich-hessischen Oberamtmann der Niedergrafschaft Katzenelnbogen. Nach dem Tod seines Schwiegervaters und dessen letztem Sohn Anton erwarb er 1557 – teils als Erbteil seiner Gemahlin, teils durch Zahlung von 4000 Reichstalern an deren zwei Schwäger – das Lehen an der Burg Ziegenberg in der Wetterau und deren Zubehör. Seine Nachkommen nannten sich daher Erb-Gerichtsherren zu Fürstenstein, Ziegenberg, Immichenhain, Wellingerode usw. Hans Eitel Diede zum Fürstenstein, von 1745 bis 1748 Burggraf der Burg Friedberg, ließ die mittelalterliche Burg um 1747 in ein Barockschloss umbauen.
- Philipp Diede, Bruder Konrads, kämpfte 1554 im Zweiten Markgrafenkrieg bei Schweinfurt gegen Markgraf Albrecht Alcibiades.
- Ein Melchior Diedo zum Fürstenstein wird 1656 als Kurfürstlich Sächsischer Kammerjunker genannt.
- Hans Eitel (* 16. Oktober 1624 in Wellingerode; † 12. Februar 1685 auf Burg Friedberg), Sohn des Christoph Wilhelm Dieden, war kaiserlicher Rat, Burggraf zu Friedberg und Hauptmann der rheinischen Ritterschaft. Sein Sohn Georg Ludwig war 1716 königlich britischer und kurfürstlich braunschweigischer Geheimer Rat. Sein Sohn Johann Wilhelm Dietrich, Baron von Dieden, königlich britischer Geheimer Staats- und Kriegs-Rat, war 1730 Gesandter zu Regensburg und 1731 zu Wien, wo er 1733 die Reichslehen über Bremen und Verden für das Haus Hannover empfing. Zur europaweiten Anerkennung der Studienabschlüsse einer Universität bedurfte es eines speziellen kaiserlichen Privilegs, das Kaiser Karl VI. am 13. Januar 1733 in Wien dem Hannoverschen Gesandten Johann Diede zum Fürstenstein für die Georg-August-Universität Göttingen erteilte.
- Hans Eitel Diede zum Fürstenstein, 1697–1748, war Eisenacher Schlosshauptmann, Hessen-Kasselischer Geheimer Rat, Oberamtmann des Fürstentums Hersfeld, Burggraf in Friedberg, Obervorsteher der Stifte Kaufungen und Wetter.
- In der Kirche St. Trinitatis in Madelungen bei Eisenach ruhen in einem Gewölbe vor dem Altar die Gebeine des letzten Freiherrn Wilhelm Christoph Diede zum Fürstenstein († 1807). Die Diede zum Fürstenstein hatten 1598 die verfallene Wasserburg der Herren von Madelungen bei Eisenach erworben und errichteten auf deren Grundmauern ein Renaissanceschloss. Für ihre wirtschaftlichen Belange erwarben sie gleichzeitig das unmittelbar daneben liegende ehemalige fuldische Klostergut und modernisierten es.

### Ende
Der freiherrliche Mannesstamm der Diede zum Fürstenstein erlosch am 1. Dezember 1807 mit Wilhelm Christoph, Königlich-Dänischer Staatsminister und Komitialgesandter des Herzogtums Holstein-Glückstadt zum Immerwährenden Reichstag in Regensburg, da er neben seiner Witwe Louise, der geborenen Gräfin Margaretha Constantia Louise von Callenberg zu Muskau († 1803), nur zwei Töchter hinterließ. Daraufhin zog Jérôme Bonaparte, von seines Bruders Gnaden König von Westphalen, unbekümmert um einen noch lebenden Abkömmling der (nicht-adeligen) Linie von Niederhone, den Besitz als heimgefallene Lehen ein und gab dann die Burg und Herrschaft Fürstenstein und die Herrschaft Immichenhain am 24. Dezember 1807 als erbliches Mannlehen an seinen Günstling Pierre Alexandre le Camus, mit dem Titel eines Grafen von Fürstenstein. Bei der Auflösung des Königreichs Westphalen fiel dieser Besitz an das Kurfürstentum Hessen-Kassel zurück.
Das Familienarchiv wird im Hessischen Staatsarchiv Marburg aufbewahrt.

## Sonstiges
An das Geschlecht der Diede zum Fürstenstein, die von der Burg Fürstenstein aus die Salzstraße zwischen Bad Sooden-Allendorf und Eschwege bewachten und deren Mannen zum Teil in Eschwege wohnten, erinnert der Dietemann, die Symbolfigur der Kreisstadt Eschwege.

## Wappen

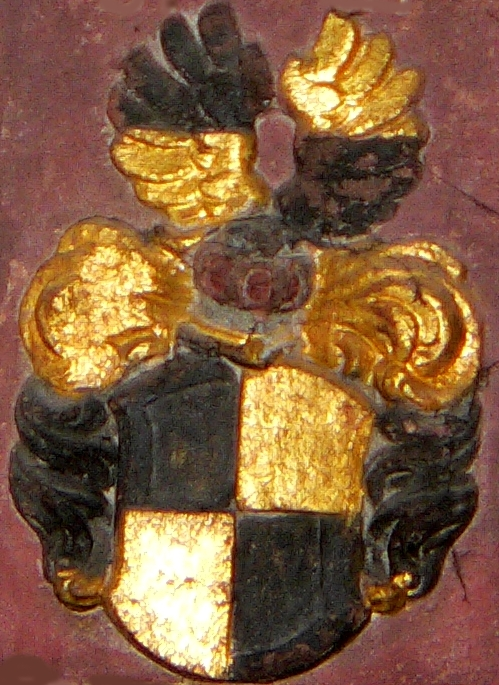

Das Wappen der Familie ist ein von Silber und Schwarz gevierter Wappenschild. Helmzier ist ein schwarzer hoher Hut mit silbernem Stulp, oben mit einem silbernen Knopf, dieser besteckt mit schwarzen Hahnenfedern. Die Helmdecken sind schwarz-silber.

## Namensträger
- Christoph Wilhelm Diede zum Fürstenstein († 1643), Kaiserlicher Rat

- Hans Eitel Diede zum Fürstenstein (* 1624; † 1685), Burggraf von Friedberg (1671–1685)

- Georg Ludwig Diede zum Fürstenstein (* 1654; † 1720), englischer Geheimer Kriegsrat und Oberst

- Johann Wilhelm Dietrich Freiherr Diede zum Fürstenstein (* 1692; † 1736 oder 1737 in Hannover), englischer Geheimer Staats- und Kriegs-Rat. ⚭ 1735 Sophie Louise (Sophia Louisa) von Degenfeld (1690–1763, ⚭ (I) 1710 Carl von Venningen, ⚭ (II) 1719 Christoph Ferdinand Freiherr von Degenfeld: siehe   Degenfeld (Adelsgeschlecht)), Tochter des Maximilian von Degenfeld

- Hans Eitel Diede zum Fürstenstein (* 7. Februar 1697; † 20. September 1748), Burggraf von Friedberg (1745–1748), hessen-kasselischer Geheimer Rat und Oberamtmann des Fürstentums Hersfeld[19] ⚭ Euphrosyne Susanne Freiin von Degenfeld(t), Tochter von Oberst Christoph Ferdinand von Degenfeld (* 5. September 1677; † 5. September 1733)  auf Hohen-Eybach, Dürnau, Neuhaus usw.  (siehe Degenfeld (Adelsgeschlecht)) und Sophie Charlotte von Bärner (v. Barner) (* 12. August 1684; † 12. August 1713), Tochter des Generalfeldzeugmeisters Christoph von Barner und Elisabeth Euphrosyne von Klencke (* 1648 Hilgenstein-) (Mutter: Anna v. Kerpen a. d. H. Illingen)
- Wilhelm Christoph Diede zum Fürstenstein, Herr zu Ziegenberg und Langenhayn (* 1732; † 1. Dezember 1807), Königlich-dänischer Geheimer Rat, ⚭ 10. Januar 1772 Reichsgräfin Ursula Margaretha Constantia Louisa von Callenberg zu Muskau (* 25. August 1752; † 29. August 1803)[20]

- Charlotte Diede zum Fürstenstein (* 1773; † 1846) ⚭ Graf Christian Detlev Karl zu Rantzau (* 1772; † 1812)
- Luise Diede zum Fürstenstein (* 1778; † 1857) ⚭ Georg Löw von und zu Steinfurth (* 1750; † 1811)